# ハルティア (小惑星)
ハルティア (1460 Haltia) は小惑星帯にある小惑星である。フィンランドの天文学者ユルィヨ・バイサラがトゥルクで発見した。
フィンランドの最高峰（標高1,324 m）のハルティから命名された。